# Cianoacrilato de metila
Cianoacrilato de metil, abreviado na literatura como MCA (do inglês methyl cyanoacrylate) é um composto orgânico que contém diversos grupos funcionais, um éster metílico, uma nitrila, e um alqueno. Apresenta-se como um líquido incolor de baixa viscosidade. Seu uso mais importante é como o principal componente dos adesivos de cianoacrilato.